# Франк Лебеф
Франк Лебе́ф (фр. Frank Lebœuf, нар. 22 січня 1968, Марсель) — французький футболіст, що грав на позиції захисника. Чемпіон світу і Європи.

## Клубна кар'єра
Народився 22 січня 1968 року в Марселі. Вихованець юнацьких команд футбольних клубів «Тулон», «Єр» та «Меаукс».
У дорослому футболі дебютував 1988 року виступами за команду «Лаваль», в якій провів два з половиною роки. Провів у лізі 69 матчів.
Своєю грою за цю команду привернув увагу представників тренерського штабу клубу «Страсбур», до складу якого приєднався в середині сезону 1990/91. Відіграв за команду з Ельзаса наступні п'ять сезонів своєї ігрової кар'єри. Протягом усього часу був основним гравцем захисту команди. вніс значний внесок у здобуття путівки до Ліги 1 і перемозі в Кубку Інтертото.
1996 року уклав контракт з клубом «Челсі», у складі якого провів наступні п'ять років своєї кар'єри гравця. За цей час додав до переліку своїх трофеїв два титули володаря Кубка Англії і по одному — Кубка англійської ліги, Суперкубка Англії, Кубка кубків, Суперкубка УЄФА.
2001 року повернувся на батьківщину. Протягом двох сезонів захищав кольори марсельського «Олімпіка». Завершував виступи на футбольних полях Катара, по одному сезону виступав за місцеві клуби «Аль-Садд» і «Аль-Вакра».

## Виступи за збірну
1995 року дебютував в офіційних матчах у складі національної збірної Франції. Протягом кар'єри у національній команді, яка тривала 8 років, провів у формі головної команди країни 50 матчів, забивши 5 голів.
У складі збірної був учасником чемпіонату Європи 1996 року в Англії, чемпіонату світу 1998 року у Франції, здобувши того року титул чемпіона світу, чемпіонату Європи 2000 року у Бельгії та Нідерландах, здобувши того року титул континентального чемпіона, розіграшу Кубка конфедерацій 2001 року в Японії і Південній Кореї, здобувши того року титул переможця турніру, чемпіонату світу 2002 року в Японії і Південній Кореї.

## Титули і досягнення
- Чемпіон світу (1): 1998
- Чемпіон Європи (1): 2000
- Володар Кубка Конфедерацій (1): 2001

- Володар Кубка Кубків УЄФА (1): 1998
- Володар Суперкубка УЄФА (1): 1998
- Володар Кубка Інтертото (1): 1995

- Володар Кубка Англії (2): 1997, 2000
- Володар Кубка Футбольної ліги (1): 1998
- Володар Суперкубка Англії (1): 2000